# Zingiber murlenica
Zingiber murlenica là một loài thực vật có hoa trong họ Gừng. Loài này được Ramesh Kumar, Sushil Kumar Singh và Sachin Sharma miêu tả khoa học đầu tiên năm 2015.

## Mẫu định danh
Mẫu định danh: Kumar R. 128821; thu thập ngày 11 tháng 8 năm 2014, ở tọa độ 23°38′42″B 93°15′30″Đ / 23,645°B 93,25833°Đ, Vườn quốc gia Murlen, huyện Champhai, bang Mizoram, Ấn Độ. Mẫu holotype lưu giữ tại Trung tâm khu vực miền Đông của Cục Khảo sát Thực vật Ấn Độ ở Shillong, Meghalaya (ASSAM).

## Từ nguyên
Tính từ định danh murlenica lấy theo tên Vườn quốc gia Murlen, nơi thu mẫu định danh.

## Phân bố
Loài bản địa đông bắc Ấn Độ, được tìm thấy ở bang Mizoram.

## Phân loại
Z. murlenica được xếp trong tổ Cryptanthium.

## Mô tả
Địa thực vật thân thảo; thân rễ sát mặt đất, nhỏ, phân nhánh nhiều, ruột màu nâu ánh xám, rễ nhiều, mọng, không củ, không mùi. Chồi lá cao 1−1,25 m, thẳng đứng, dày, bẹ lá ở gốc màu xanh lục, nhẵn nhụi; lá 12–15, màu xanh lục, cách nhau 9–3 cm từ dưới lên trên, cuống lá dài ~1 cm, màu xanh lục ánh trắng, nhẵn nhụi, lưỡi bẹ ~1 × 3 cm, 2 thùy, nhẵn nhụi, đỉnh thuôn tròn, như da, màu xanh lục, mép như thỷ tinh; phiến lá 25−50 × 10−14 cm, thuôn dài-hình mác, mặt gần trục màu xanh lục sẫm, nhẵn nhụi, bóng, mặt xa trục màu xanh lục ánh vàng, có lông tơ, đáy hình nêm, đỉnh nhọn thon. Cụm hoa mọc từ thân rễ, 1–2 cụm mỗi cây, trên mặt đất 7–10 cm; cuống cụm hoa phủ phục, dài 7–10 cm, màu trắng ánh hồng; cành hoa bông thóc hình trứng hoặc gần hình cầu, 5−7 × 3−4,5 cm, với 25–30 lá bắc hoa; lá bắc 5–8 × 2,5–3 cm, thuôn dài-hình trứng ngược, đỉnh nhọn thon, uốn xuống, màu xanh lục ánh hồng, nhẵn nhụi, các lá bắc phía dưới nhỏ hơn các lá bắc phía trên. Lá bắc con hình mác, ~4 × 0,8 cm, màu trắng kem, với đỉnh cắt cụt, nhẵn nhụi. Hoa dài 7−9 cm; đài hoa màu trắng kem, nhẵn nhụi, dài 2 - 2,5 cm, đường kính 3–4 mm, hình ống, 3 răng ngắn ở đỉnh, chẻ một bên; ống tràng hoa thanh mảnh, màu trắng kem, nhẵn nhụi, các thùy tràng hoa gần bằng nhau, thùy tràng lưng 2,5-3 × 0,8–1 cm, hình mác, 8 gân, đỉnh nhọn thon.
Tương tự như Z. callianthus, nhưng khác ở chỗ có thân rễ ruột màu nâu ánh xanh lục, cuống lá ngắn, cuống cụm hoa màu trắng ánh hồng, các lá bắc thuôn dài-hình trứng ngược, màu xanh lục ánh hồng, uốn xuống với đỉnh nhọn thon, các lá bắc con và đài hoa nhẵn nhụi, màu trắng kem và cánh môi với đốm màu nâu hạt dẻ. Ở Z. callianthus thân rễ có ruột màu ánh tía, cuống lá dài (gần như gấp đôi), cuống cụm hoa màu đỏ hồng, lá bắc màu ánh đỏ, thẳng, có lông tơ với đỉnh tù, lá bắc con và đài hoa màu hồng nhạt có lông tơ, cánh môi đốm màu đỏ.